# Aquilegia incurvata
Aquilegia incurvata är en ranunkelväxtart som beskrevs av P.K. Hsiao. Aquilegia incurvata ingår i släktet aklejor, och familjen ranunkelväxter. Inga underarter finns listade i Catalogue of Life.